# Bộ bài Tây
Bộ bài Tây (ở miền Bắc Việt Nam còn gọi là tú lơ khơ hoặc bộ tú) - bao gồm có 54 lá bài (có bộ bài chỉ có 52 lá), trong đó có 52 lá thường: A (Ace), 2, 3, 4, 5, 6, 7, 8, 9, 10, J (Jack), Q (Queen), K (King), kết hợp với 4 chất: cơ, rô, tép, bích và hai lá Joker. Ở Việt Nam, thường gọi bộ bài này là bộ bài Tây vì xuất xứ từ Tây phương và để phân biệt với bộ bài ta (để chơi Tam cúc, tứ sắc, tổ tôm,...). Họa tiết phổ biến của bộ bài tây hiện nay là từ bộ bài tây của Pháp.
Loại bộ bài chơi phổ biến nhất ở phương Tây là bộ bài kiểu Pháp, gọi là "French-suited", gồm bộ bài chuẩn 52 lá. Trong đó, mẫu thiết kế phổ biến nhất là mẫu Anh, còn được gọi là mẫu Quốc tế hoặc mẫu Anh-Mỹ. Tiếp theo là mẫu Bỉ-Genoese. Tuy nhiên, nhiều quốc gia sử dụng các loại bài chơi truyền thống khác, bao gồm bộ bài kiểu Đức, kiểu Ý, kiểu Tây Ban Nha và kiểu Thụy Sĩ.
Ngoài ra, bộ bài Tarot (còn gọi là "Tarocks" hoặc "tarocchi") là một thể loại bộ bài cổ điển vẫn rất phổ biến tại Pháp, Trung Âu và Đông Âu cũng như tại Ý. Bộ bài Tarot có thể được tùy chỉnh để sử dụng trong việc biện giải, đọc bài Tarot và cartomancy. Tại châu Á, cũng có bộ bài địa phương như bộ bài hanafuda ở Nhật Bản. Thường thì mặt sau của lá bài được trang trí bằng hoa văn để ngăn người chơi xem xuyên qua và nhận biết lá bài của người khác hoặc nhận ra bài thông qua những vết trầy xước nhỏ hoặc dấu hiệu trên mặt sau.
Bộ bài Tây có nhiều kiểu dáng khác nhau, có thể sản xuất theo yêu cầu cho các cuộc thi, sòng bạc, ảo thuật gia (đôi khi dưới dạng bộ bài "trick deck"), sản xuất như các mặt hàng khuyến mãi hoặc để sưu tầm, làm quà lưu niệm, tác phẩm nghệ thuật, công cụ giáo dục hoặc là phụ kiện mang thương hiệu. Thậm chí, còn có người sưu tầm bộ bài hoặc thậm chí cả lá bài riêng lẻ như một sở thích hoặc vì giá trị tiền tệ.

## Lịch sử

### Trung Quốc

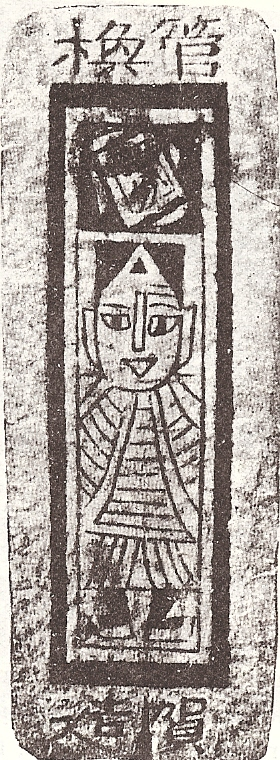
Bộ bài Tây Trung Quốc được in bằng công nghệ in k. 1400 AD tìm thấy gần Turpan

Có thể nói rằng bộ bài Tây có thể đã được phát minh vào thời kỳ Nhà Đường vào khoảng thế kỷ 9 sau Công nguyên nhờ sử dụng công nghệ in từ khắc gỗ. Việc đề cập đến một trò chơi lá trong một tài liệu thế kỷ 9 có tên là Tập hợp Đa dạng tại Duyang [Duyang zabian 杜阳杂编], do nhà văn Sở Thức, triều đại Nhà Đường viết, thường được liên kết với sự tồn tại của bộ bài Tây. Tuy nhiên, mối liên hệ giữa bộ bài Tây và trò chơi lá này đang bị tranh cãi. Một tham chiếu miêu tả công chúa Tùng Trường, con gái của Đường Ý Tông, chơi trò chơi lá vào năm 868 với các thành viên trong gia đình Vệ, gia đình của phò mã. Cuốn sách đầu tiên về trò chơi lá được gọi là Yezi Gexi và được cho là do một phụ nữ thời Đường viết. Nó đã nhận được bình luận từ các nhà văn trong các triều đại sau này. Học giả triều đại Tống (960–1279) Âu Dương Tu (1007–1072) cho rằng trò chơi lá đã tồn tại ít nhất từ thời kỳ Trung Đường và liên kết việc phát minh nó với phát triển của các tấm in như một phương tiện viết. Tuy nhiên, Âu Dương Tu cũng cho rằng các "lá" là các trang sách được sử dụng trong một trò chơi trên bàn chơi với xúc xắc, và luật chơi của trò chơi đã bị mất vào năm 1067.
Các trò chơi liên quan đến việc uống rượu thường sử dụng những lá bài tương tự từ thời Đường trở đi. Tuy nhiên, những lá bài này không có hình bộ hoặc số như bộ bài thông thường. Thay vào đó, chúng được in với các hướng dẫn hoặc khoản phạt cho người rút lá bài.
Trò chơi sử dụng lá bài lần đầu tiên được ghi chép vào ngày 17 tháng 7 năm 1294 khi "Yan Sengzhu và Zheng Pig-Dog bị bắt vì đang chơi bài [zhi pai] và các khối gỗ để in lá bài đã bị tịch thu, cùng với chín lá bài thực tế."
William Henry Wilkinson đề xuất rằng những lá bài đầu tiên có thể đã là tiền giấy thực tế, đồng thời cũng được sử dụng như công cụ chơi game và cược trong trò chơi, tương tự như các trò chơi bài giao dịch thương mại. Tuy nhiên, việc sử dụng tiền giấy gây không tiện và rủi ro, nên sau đó chúng đã được thay thế bằng tiền giả được gọi là "tiền bài". Một trong những trò chơi sớm nhất mà chúng ta biết luật chơi là madiao, một trò chơi đánh bài, xuất phát từ triều đại Nhà Minh (1368–1644). Học giả thế kỷ 15 Lưu Dung mô tả trò chơi này được thực hiện với 38 lá "tiền bài" chia thành bốn nịnh bộ khác nhau: 9 lá đại diện cho đồng tiền, 9 lá đại diện cho dãy đồng tiền (có thể đã bị hiểu nhầm thành que từ những hình vẽ đơn giản), 9 lá đại diện cho đồng tiền số lượng lớn, và 11 lá đại diện cho hàng vạn. Hai bộ cuối cùng có các ký tự từ truyện Tam quốc diễn nghĩa thay vì các điểm số như bình thường, với chữ Trung Quốc để đánh dấu hạng và nịnh bộ của chúng. Bộ đại diện cho đồng tiền được xếp ngược thứ tự, với 9 lá đại diện cho đồng tiền ở mức thấp nhất, lên tới 1 lá đại diện cho đồng tiền là lá có giá trị cao nhất.

### Ai Cập

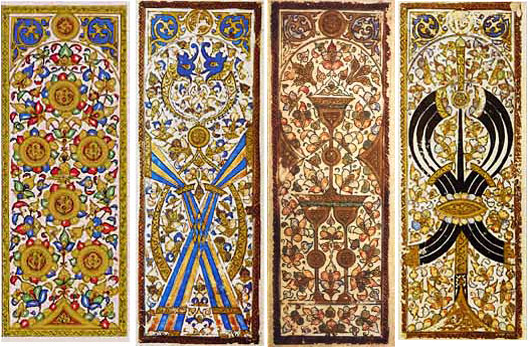
Bốn lá bài Tây Mamluk

Vào thế kỷ 11, trò chơi bài Tây bắt đầu lan rộng khắp lục địa Á và sau đó lan sang Ai Cập. Các lá bài cổ nhất còn tồn tại trên thế giới là bốn mảnh vỡ tìm thấy trong Bộ sưu tập Keir và một mảnh tại Bảo tàng Benaki. Chúng được định niên vào thế kỷ 12 và 13 (khoảng thời gian cuối của Bá tước Fatimid, Triều đại Ayyubid và đầu Vương triều Mamluk).
Một bộ lá bài Tây Mamluk gần như hoàn chỉnh từ thế kỷ 15 và có hình dáng tương tự như những mảnh vỡ ở trên đã được Leo Aryeh Mayer khám phá tại Cung điện Topkapı, Istanbul, vào năm 1939. Bộ này không đầy đủ và thực tế bao gồm ba bộ khác nhau, có thể để thay thế cho các lá bài mất. Bộ lá bài Topkapı ban đầu bao gồm 52 lá bài chia thành bốn loại: gậy polo, đồng xu, kiếm và chén. Mỗi loại có mười lá bài pip và ba lá bài cung đình, gọi là malik (vua), nā'ib malik (phó vua hoặc phó vua tối cao) và thānī nā'ib (phó vua thứ hai hoặc phó phó vua). Thānī nā'ib là một danh hiệu không tồn tại, vì vậy có thể không có trong phiên bản ban đầu; nếu không có danh hiệu này, bộ lá bài Mamluk sẽ giống với bộ lá bài Ganjifa về cấu trúc. Trên thực tế, từ "Kanjifah" xuất hiện bằng tiếng Ả Rập trên lá bài kiếm và vẫn được sử dụng ở một số khu vực Trung Đông để chỉ lá bài Tây hiện đại. Ảnh hưởng từ phía Đông có thể giải thích tại sao người Mamluk, hầu hết trong số họ là người Turkic Trung Á Kipchaks, gọi chén của họ là tuman, có nghĩa là "vô số" (10.000) trong ngôn ngữ Turkic, Mongol và Jurchen. Wilkinson giả thuyết rằng chén có thể đã được tạo ra bằng cách đảo ngược ý tự Trung Quốc và Jurchen cho "vô số", 万, phát âm tương tự như man trong Tiếng Trung cổ.
Các lá bài cung đình Mamluk thể hiện các thiết kế trừu tượng hoặc thư pháp không miêu tả người có thể do lệnh cấm tượng trưng trong Hồi giáo Sunni, mặc dù chúng vẫn hiển thị các cấp bậc trên lá bài. Nā'ib đã được vay mượn vào tiếng Pháp (nahipi), tiếng Ý (naibi) và tiếng Tây Ban Nha (naipes), từ này vẫn được sử dụng rộng rãi. Các bảng trên lá bài pip trong hai loại cho thấy chúng có thứ hạng đảo ngược, điều này cũng có trong madiao, ganjifa, và các trò chơi bài cổ Châu Âu như ombre, tarot, và maw. Một mảnh vỡ gồm hai tấm bài không cắt của bộ bài Moorish với kiểu dáng tương tự nhưng đơn giản hơn đã được tìm thấy tại Tây Ban Nha và định niên vào đầu thế kỷ 15. Xuất khẩu các lá bài này (từ Cairo, Alexandria và Damascus) đã ngừng sau khi Vương triều Mamluk sụp đổ vào thế kỷ 16. Các luật chơi các trò chơi này đã bị mất, nhưng tin rằng chúng có thể là những trò chơi bài đơn giản mà không có lá bài đặc biệt như "trump".

### Lan truyền khắp châu Âu và các sự thay đổi thiết kế ban đầu
Có khả năng rằng bộ bài chơi đã đến châu Âu từ phương Đông, do người Ả Rập đưa vào qua các vương quốc Kitô giáo của Tây Ban Nha. Cũng có nguồn nói rằng chúng có thể đã được những người tham chiến trong các cuộc Thập tự chinh mang theo. Một phiên bản đầu tiên có thể dựa vào việc bộ bài cổ phương Tây nhất là bộ bài Tây Ban Nha, một phiên bản thay đổi trực tiếp từ các loại bài của bộ bài tiếng Ả Rập.
Lời đề cập sớm nhất về trò chơi bài ở châu Âu xuất hiện vào năm 1371 trong một từ điển rừng Tiếng Catalan liệt kê từ naip trong số các từ kết thúc bằng -ip. Theo Denning, nghĩa duy nhất của từ Catalan này là "thẻ bài". Điều này cho thấy các lá bài có thể đã "tương đối phổ biến" ở Catalonia (nay là một phần của Tây Ban Nha) vào thời điểm đó, có thể được giới thiệu như kết quả của giao thương biển với các thống đốc Mamluk của Ai Cập.
Bản ghi sớm nhất về trò chơi bài ở Trung Âu được một số nhà nghiên cứu tin là một lệnh cấm chơi bài ở thành phố Berne vào năm 1367, tuy nhiên nguồn này bị tranh cãi vì bản sao sớm nhất có sẵn ngày về năm 1398 và có thể đã được sửa đổi. Lệnh cấm tại Florentine vào năm 1377 được coi là lời đề cập sớm nhất tại Ý. Cũng vào năm 1377, cuốn sách của John of Rheinfelden xuất hiện, trong đó ông mô tả về trò chơi bài và ý nghĩa đạo đức của chúng. Từ năm này trở đi, ngày càng nhiều bản ghi (thường là lệnh cấm) về trò chơi bài xuất hiện, lần đầu tiên xuất hiện ở Anh vào năm 1413.
Các mẫu sơ khai đầu tiên của lá bài chơi có lẽ tạo ra từ các loại bài Mamluk gồm chén, đồng xu, kiếm và gậy polo, vẫn được sử dụng trong bộ bài Latin truyền thống. Vì chơi polo là môn thể thao xa lạ với người châu Âu thời đó, gậy polo trở thành các que hoặc gậy to. Ngoài Catalonia vào năm 1371, sự hiện diện của lá bài chơi được chứng nhận vào năm 1377 ở Thụy Sĩ, và 1380 ở nhiều địa điểm khác nhau bao gồm Florence và Paris. Việc sử dụng rộng rãi lá bài chơi ở châu Âu có thể, với một số chắc chắn, được theo dõi từ năm 1377 trở đi.
Trong các sổ sách kế toán của Bá tước Johanna của Brabant và Công tước Wenceslaus I của Luxembourg, có một ghi chú ngày 14 tháng 5 năm 1379, do người quản lý tài chính của Brabant là Renier Hollander viết: "Tặng ông và bà bốn peters và hai florins, tương đương tám rưỡi con cừu, để mua bộ bài chơi". Trong sách kế toán của ông Charles hoặc Charbot Poupart năm 1392 hoặc 1393, người quản lý tài chính cho gia đình của Charles VI của Pháp, có ghi lại việc thanh toán cho việc vẽ ba bộ bài chơi.
Từ khoảng năm 1418 đến 1450, các thợ làm bài chuyên nghiệp tại Ulm, Nuremberg và Augsburg tạo ra các bộ bài in ấn. Trong giai đoạn này, bài chơi còn cạnh tranh với các hình ảnh tâm linh để trở thành ứng dụng thông thường nhất cho việc khắc gỗ. Hầu hết các bản khắc gỗ đầu tiên của mọi loại sau khi in đều được tô màu, bằng tay hoặc, từ khoảng năm 1450 trở đi, bằng cách sử dụng khuôn mẫu. Có lẽ bài chơi thế kỷ 15 này đã được vẽ màu. Bộ bài chơi có chủ đề săn bắn ở Flanders, được Bảo tàng Nghệ thuật Metropolitan giữ, là bộ bài chơi thông thường hoàn chỉnh nhất được làm tại châu Âu từ thế kỷ 15.
Khi bộ bài chơi lan tỏa từ Ý tới các nước nói tiếng German, các hình ảnh theo kiểu Latin đã được thay thế bằng các hình ảnh lá (hoặc khiên), trái tim (hoặc hoa hồng), chuông và quả đại bàng. Ban đầu, Pháp sử dụng các bộ bài có kiểu chữ Latin, và bộ bài Aluette hiện nay ở phía Tây nước Pháp có thể là một tàn tích từ thời kỳ đó, nhưng vào khoảng năm 1480, các nhà sản xuất bài Pháp, có lẽ để thuận tiện cho sản xuất hàng loạt, đã chuyển sang phiên bản đơn giản hóa rất nhiều của các biểu tượng theo kiểu German. Sự kết hợp giữa các hình ảnh và tên theo kiểu Latin và German đã tạo ra các bộ bài Pháp có kiểu lá tre (ba lá), gạch (tiles), trái tim và đại bàng vào khoảng năm 1480. Tên tre (ba lá) có thể bắt nguồn từ hạt sồi và tên đại bàng từ lá của các bộ bài theo kiểu German. Tuy nhiên, tên đại bàng và spade, có lẽ, bắt nguồn từ thanh kiếm (spade) trong các bộ bài theo kiểu Ý. Ở Anh, cuối cùng đã sử dụng các bộ bài Pháp, mặc dù những bộ bài đầu tiên có thể có kiểu chữ Latin. Điều này có thể là lý do tại sao người Anh gọi lá ba lá là "clb" và quả đại bàng là "bích".
Vào cuối thế kỷ 14, người châu Âu đã biến đổi các quân bài tướng Mamluk để đại diện cho hoàng gia và các người đầu bếp châu Âu. Trong mô tả từ năm 1377, các quân bài tướng ban đầu ban đầu là một "vua" ngồi, một tướng trên cầm biểu tượng của mình lên, và một tướng dưới cầm biểu tượng xuống. Hai quân bài sau tương ứng với các quân bài Ober và Unter vẫn được tìm thấy trong bộ bài Đức và bộ bài Thụy Sĩ hiện nay. Người Ý và người Iberia đã thay thế hệ thống Ober/Unter bằng quân bài Hiệp sĩ và quân bài "Fante" hoặc "Sota" trước năm 1390, có lẽ để làm cho các quân bài dễ phân biệt hơn về mặt hình ảnh.
Ở Anh, thẻ bài thấp nhất thường được gọi là "chàng trai trẻ" (còn được gọi là "bậc thầy"), và từ ban đầu có nghĩa là "đứa con trai" (tương tự như tiếng Đức Knabe). Tại ngữ cảnh này, nhân vật này có thể đại diện cho "hoàng tử", con trai của vua và hoàng hậu; ý nghĩa "người hầu" xuất hiện sau này. Nữ hoàng lần đầu tiên xuất hiện trong bộ bài từ năm 1377, đặc biệt là ở Đức. Dù người Đức đã bỏ quên nữ hoàng trước những năm 1500, người Pháp đã giữ lại và đặt nữ hoàng ngay dưới vị trí của vua. Bộ bài 56 lá thường chứa mỗi bộ gồm một quân vua, một nữ hoàng, một hiệp sĩ và một chàng trai trẻ (như trong bộ bài tarot) từng phổ biến vào thế kỷ 15.
Năm 1628, Hội thợ làm thẻ bài của Thành phố Luân Đôn (nay là Hội Thợ làm thẻ bài) đã được cấp chứng chỉ hoàng gia bởi Charles I; Hội này được trao tình trạng "thường trực" từ Tòa Thị trưởng của Thành phố Luân Đôn vào năm 1792. Hội vẫn tồn tại đến ngày nay, và đã mở rộng thành viên của mình để bao gồm "những người làm thẻ bài... những người sưu tập thẻ bài, những người buôn bán, người chơi bài bridge, [và] những người ảo thuật". Trong khoảng giữa thế kỷ 16, các nhà buôn Bồ Đào Nha đã giới thiệu bộ bài chơi vào Nhật Bản. Bộ bài đầu tiên của Nhật gốc là Tenshō karuta, được đặt theo tên thời kỳ Tenshō.

## Lá bài
Họa tiết của bộ bài tây thường xuất hiện ở Việt Nam hiện nay có nguồn gốc từ Pháp. Một bộ cơ bản có 54 lá bài, trong đó có 52 lá thường: 2 - 3 - 4 - 5 - 6 - 7 - 8 - 9 - 10 - J (Bồi)- Q (Đầm)- K (Già)- A kết hợp với 4 chất: hai chất đỏ là Cơ và Rô, 2 chất đen là Tép (Chuồn) và Bích, cùng với hai lá Joker đen và nhiều màu.
Hai lá Joker ít khi được chơi tại Việt Nam, nhưng đôi khi nó lại là lá bài quan trọng trong một số trò như Old Maid.

## Thay đổi thiết kế

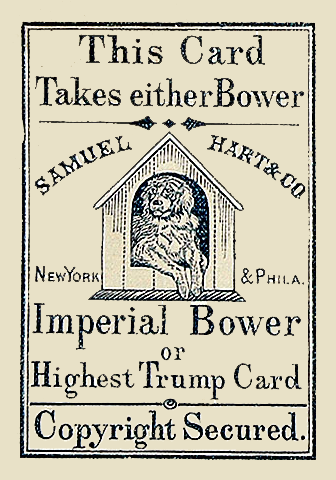
Quân Joker sớm bởi Samuel Hart, khoảng k. 1863

Bộ bài có chỉ số ở góc và cạnh (tức là giá trị của lá bài được in ở góc(s) của lá bài) cho phép người chơi giữ các lá bài gần nhau và xếp chúng thành một quạt bằng một tay (thay vì hai tay như trước đây). Bộ bài đầu tiên với loại chỉ số Latin được biết đến đã được in bởi Infirerra và có ngày 1693, nhưng tính năng này thường chỉ phổ biến vào cuối thế kỷ 18. Bộ bài Mỹ đầu tiên (Pháp) sử dụng sự đổi mới này là Saladee's Patent, được in bởi Samuel Hart vào năm 1864. Năm 1870, ông và các người anh em họ tại Lawrence & Cohen tiếp tục với bộ bài Squeezers, những lá bài đầu tiên có chỉ số này đã trở nên rất phổ biến.

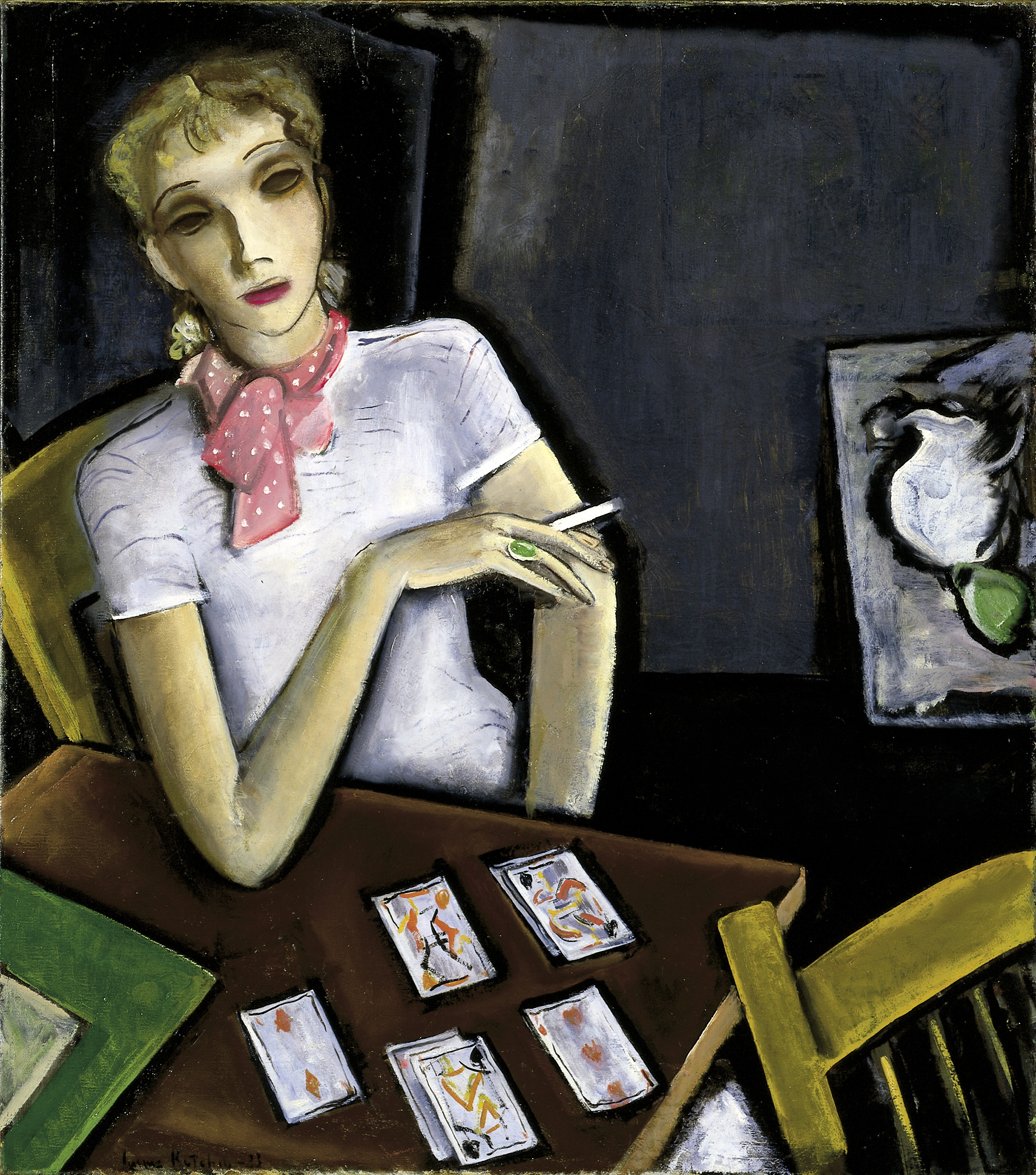
Cô gái cầm bài bởi Lucius Kutchin, 1933, Bảo tàng Nghệ thuật Mỹ Smithsonian

Sau đó, sự đổi mới về việc các lá bài đối xứng được ra đời. Sáng kiến này được cho là của một người làm bài tây người Pháp tại Agen vào năm 1745. Tuy nhiên, chính phủ Pháp, người kiểm soát thiết kế của bài tây, đã cấm in bài có sự đổi mới này. Ở Trung Âu (bộ bài Trappola) và ở Ý (bộ bài Tarocco Bolognese), sự thay đổi này được áp dụng vào nửa sau của thế kỷ 18. Ở Vương quốc Anh, bộ bài có lá đối xứng đã được đăng ký bản quyền vào năm 1799 bởi Edmund Ludlow và Ann Wilcox. Bộ bài Pháp với thiết kế này đã được in vào khoảng năm 1802 bởi Thomas Wheeler.
Góc nhọn bị mòn nhanh và có thể làm lộ giá trị của lá bài, vì vậy chúng đã được thay thế bằng góc tròn. Trước thập kỷ giữa của thế kỷ 19, người chơi ở Anh, Mỹ và Pháp thường ưa chuộng lá bài mặt sau trống. Để che đi sự hao mòn và ngăn việc viết lên mặt sau, các lá bài đã được trang trí với các họa tiết, hình ảnh, hoặc quảng cáo ở mặt sau.
Ở Hoa Kỳ, lá bài joker đã được thêm vào bộ bài. Nó được tạo ra cho trò chơi euchre, một trò chơi lan tỏa từ châu Âu đến Mỹ ngay sau Cách mạng Mỹ. Trong trò euchre, lá bài bích cao nhất là Bích của nền bích cao, được gọi là right bower (từ tiếng Đức Bauer); lá bích thứ hai cao nhất, left bower, là lá bích cùng màu với bích cao. Lá bài joker được tạo ra khoảng năm 1860 như một lá bài bích thứ ba, gọi là imperial hoặc best bower, xếp hạng cao hơn so với hai lá bower còn lại. Tên của lá bài được cho là xuất phát từ juker, một biến thể của từ euchre. Sự tham chiếu sớm nhất đến việc sử dụng joker như một lá bài wild card xuất hiện năm 1875 trong một phiên bản của trò chơi poker.

## Các kiểu chơi phổ biến

Một bộ bài tây cơ bản với 52 lá bài

Phần lớn trong các cách chơi dưới đây chỉ sử dụng 52 lá bài, không dùng tới 2 quân Joker (hay phăng teo):
- Xì dách
- Xì tố
- Tiến lên
- Tấn
- Mậu binh
- Ba cây
- Phỏm
- Canasta
- Liêng
- Sâm
- Cát tê

## Ứng dụng

### Chơi bài giải trí

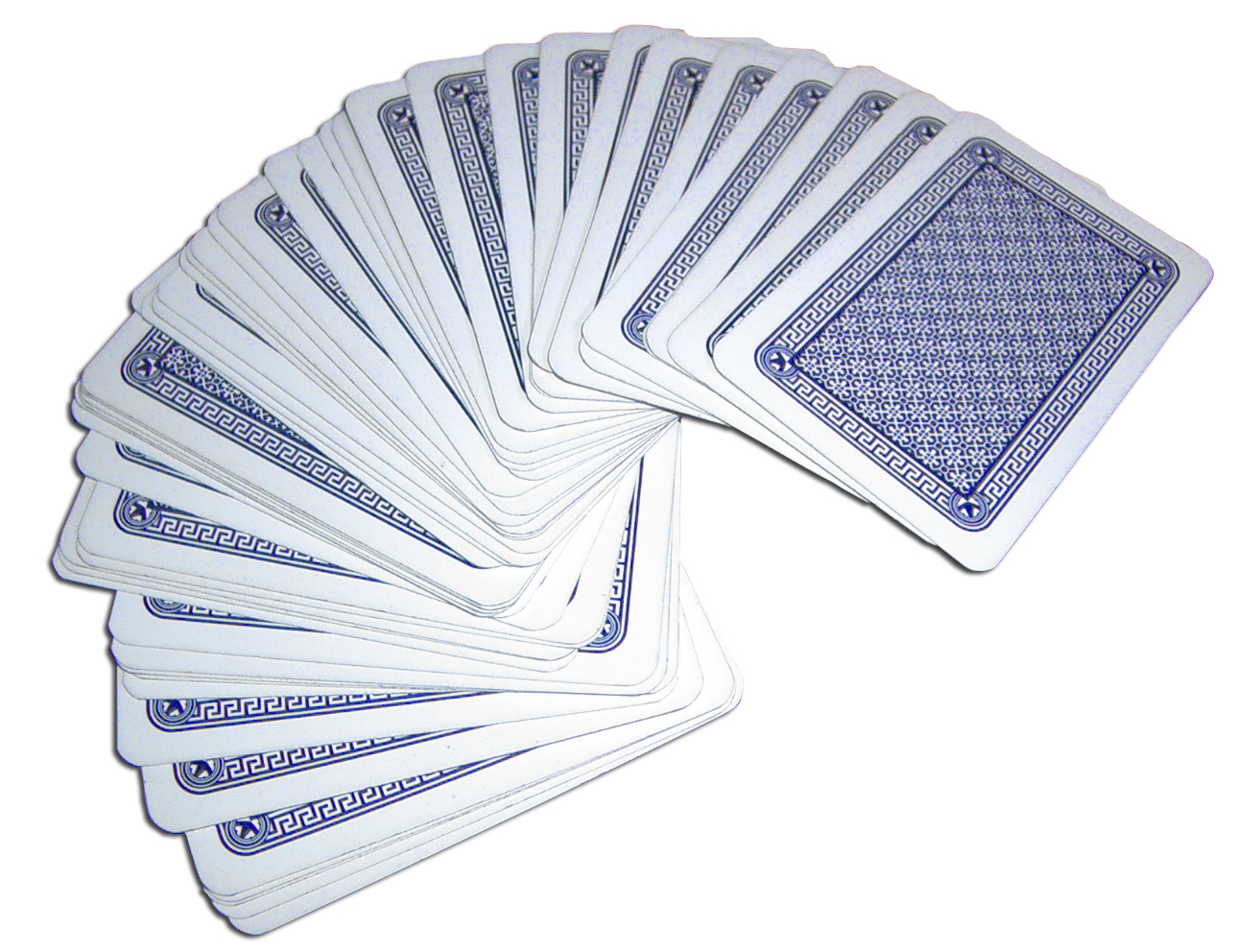
Mặt sau của bộ bài

#### Tiến lên
Bộ bài có 52 lá.
Bài tiến lên bạn chia mỗi người 13 lá. Vậy 4 người là đủ một sòng. Loại bài này 3 bích là nhỏ nhất, 2 cơ là lớn nhất. Cơ, rô, chuồn, bích theo thứ tự nhỏ dần, ví dụ 5 cơ lớn hơn 5 rô, 5 chuồn lớn hơn 5 bích, 5 cơ lớn hơn 5 chuồn,... hai lá giống nhau gọi là đôi, các lá kế tiếp nhau gọi là sảnh (hay bộ dọc), 345 là sảnh nhỏ nhất và vì có 3 lá nên gọi là sảnh 3 cây, cứ như vây có 4, 5, 6... 12 sảnh. Sảnh lớn đè sảnh nhỏ, đôi lớn đè đôi nhỏ theo nguyên tắc cơ rô chuồn bích. Bốn quân cùng số gọi là tứ quý chặt được hai (trong cách chơi miền Nam, ba đôi liền nhau gọi là ba đôi thông chặt được một heo, bốn quân bài cùng số là tứ quý chặt được đôi heo và ba đôi thông, bốn đôi thông thì lớn hơn tứ quý và ba đôi thông...) Cứ thế đánh ai hết bài trước là thắng. Bài này dễ đánh, bạn càng đánh càng có kinh nghiệm và chơi hay hơn.

#### Ba cây
Bài cào hay gọi là bài 3 lá chơi bằng cách đếm nút, ví dụ 123 cộng lại 6 nút. Ai cao nút hơn thì thắng. 10, 20 nút gọi là bù, thấp nhất. Ba con JQK đi liền nhau thì gọi là ba tây, ba tiên hay ba cào... lớn hơn 9 nút.

#### Tấn
Mỗi người có 8 quân bài. Sau khi chia xong bài thì con bốc lên là chất nào thì chất đó là chất chủ, được đặt ngửa ở giữa, chồng quân bài còn lại xếp úp đè lên nhưng được đặt chệch đi để mọi người nhìn rõ chất chủ của từng ván bài.
Từng người một tấn người bên cạnh theo vòng (tuỳ quy ước theo chiều chia bài là ngược hay thuận chiều kim đồng hồ). Người tấn ra bất kỳ lá nào, người bị tấn phải đỡ lá bài đó bằng một lá khác, quân đỡ bắt buộc quân đỡ phải cùng chất với quân tấn và có số lớn hơn. Nếu không có quân cùng chất lớn hơn hoặc có mà không muốn ra (có thể phòng người khác tấn tiếp hoặc tích bài để tấn người khác) thì phải cầm bài ''lên''. Nếu quân tấn là trưởng thì bắt buộc phải đỡ lá lớn hơn mang chất trưởng.
Một lượt tấn kết thúc khi người tấn và 2 người còn lại không còn con tương tự (số bằng nhau) hoặc có nhưng không muốn đưa ra (lá bài chủ, lá bài có số lớn...) hoặc người bị tấn không thể đỡ được nữa. Trong trường hợp không thể đỡ được nữa thì người bị tấn phải "lên" tất cả các con bài mà những người kia tấn cho mình. Nếu người bị tấn không phải "lên" thì có quyền tấn người kế tiếp theo vòng. Sau mỗi một lượt tấn, mỗi người phải bốc cho đủ 8 quân bài trên tay theo thứ tự ưu tiên: người tấn, người bị tấn, người kế người bị tấn và người còn lại. Ngược lại, quyền tấn kế tiếp dành cho người kế cạnh. Ai hết bài trước là thắng.

#### Tá lả/Phỏm
Tá lả/Phỏm chia một người 10 quân, những người còn lại 9 quân. Nhà có 10 quân đánh đầu tiên 1 cây bất kỳ. Nhà sau có thể ăn được cây đó ghép vào những cây mình đang có 2 cây để tạo được "phỏm" thì là hợp lệ. Phỏm là 3 quân giống nhau hoặc 3 quân đồng chất (Ví dụ: 3 cây át, 3 cây 2 hoặc 2-3-4 rô, 5-6-7 cơ). Nếu không ăn được thì "bốc nọc", và quân bốc nếu có thể ghép được thành phỏm thì đánh cây lẻ đi. Mục đích chờ ăn, bốc nọc tạo được càng nhiều phỏm càng tốt và không cho nhà dưới ăn cây của mình tránh bị mất cược ăn cây và bị đền
1. Phân biệt thắng thua, mức cược
- Sau khi hạ phỏm, nhà nào còn ít điểm nhất là thắng
- Khi có nhà ù. Ù là khi nhà đó có 3 phỏm trên tay là thắng làng luôn.
- Ù tròn: Là khi nhà đó có 3 phỏm, trong đó có 1 phỏm 4 cây hoặc hạ được 3 phỏm và gửi đi cây lẻ còn lại vào phỏm nhà khác. Trường hợp gửi chỉ dành cho người hạ sau, gửi phỏm thì gửi vào bất kỳ nhà nào hạ trước có phỏm mà mình có cây gửi vào để ghép thêm phỏm
- Ù khan: Là chỉ việc 1 người chơi mà bài trên tay người chơi đó không thể sắp xếp thành cạ
- Móm: Là khi nhà đó không có phỏm nào trên tay. Với trường hợp nhiều nhà móm thì ai móm đầu tiên, hạ đầu tiên là thắng và ăn theo cược móm chứ không phải cược nhất, nhì, ba
2. Các trường hợp bị phạt
- Ăn láo: Ăn cây mà không ghép được phỏm
- Ù đền: Là khi nhà trên đánh cho nhà dưới ăn 3 cây liền thì bị đền thay cho 2 nhà còn lại. Hoặc khi nhà trên hạ, hết vòng đánh. Nhà dưới ăn cây lẻ nhà trên đánh (cây chốt) làm cho họ được thêm lượt đánh, sau đó họ ù thì nhà ăn cây chốt sẽ bị đền làng.

#### Klondike/Solitaire
Klondike/Solitaire là trò chơi dành cho một người, Loại bài này A là nhỏ nhất, K là lớn nhất. Cơ, rô, chuồn, bích không theo thứ tự.
Mục tiêu là đưa hết các quân bài lên bốn ngăn trên.

#### Liêng
Liêng là một trong những kiểu chơi bài lá hiện nay rất phổ biến Việt Nam. Chơi bài Liêng dùng bộ bài tây 52 lá để chơi, tương tự như đánh bài ba cây.
Lưu ý: bộ J,Q,K với sự sắp xếp bất kỳ được tính là đĩ
Thứ tự các xấp bài theo độ lớn từ thấp đến cao là đĩ, liêng, sáp.

### Bói bài Tây
Ngoài chơi bài giải trí, người ta còn dùng tú lơ khơ để bói, gọi là bói bài Tây. Trong đó, từng chất và từng quân bài có ý nghĩa khác nhau:
- Rô tương ứng "đời"
- Cơ tương ứng "tình"
- Bích tương ứng "tai nạn"
- Nhép tương ứng với "tiền"

Có nhiều cách xem bói bài tây khác nhau.

### Ảo thuật
Bạn có thể ảo thuật với 1 số trò thú vị nhằm giải trí cho mình và cho khán giả

## Hình ảnh

Các quân bộ bài
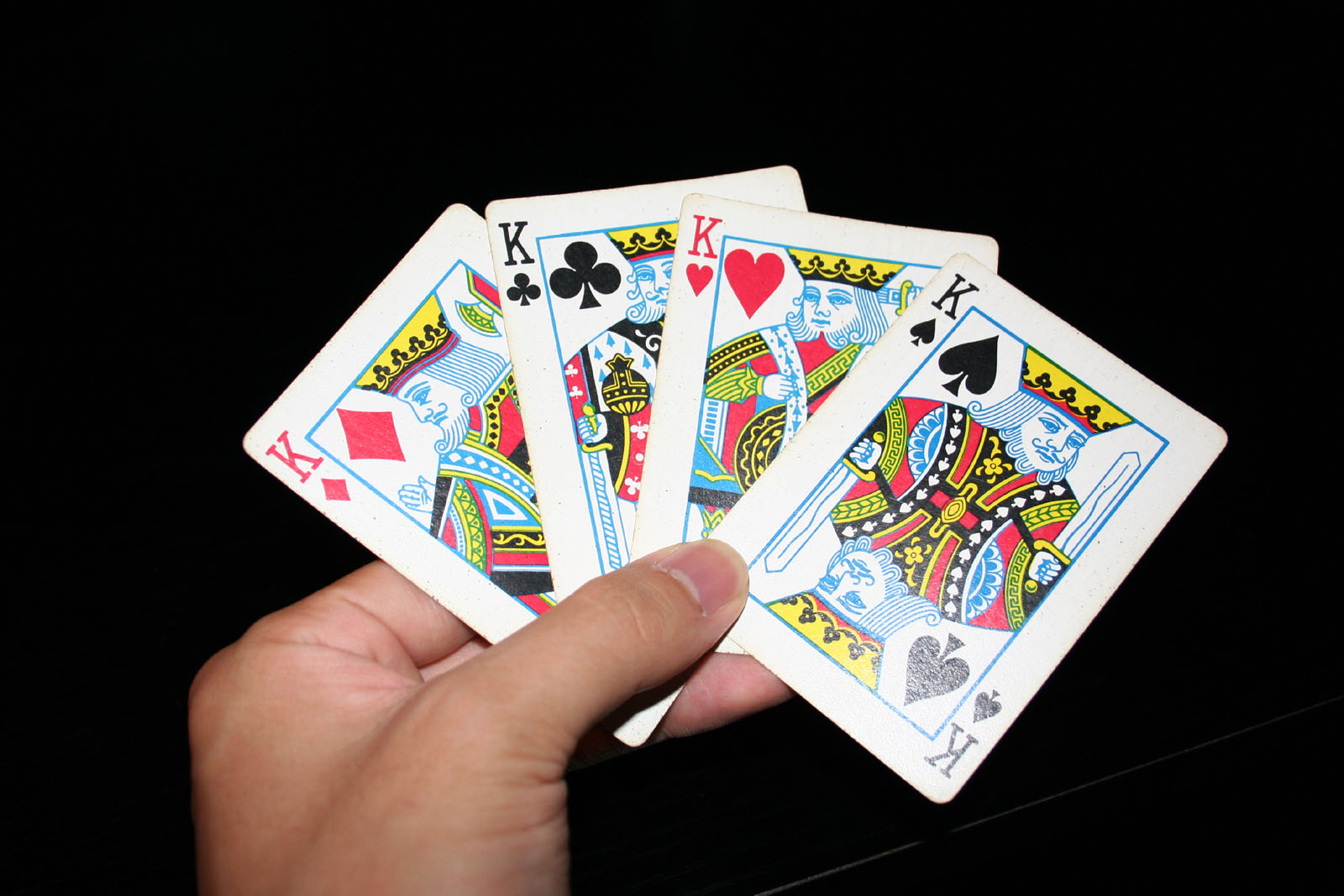
4 quân K
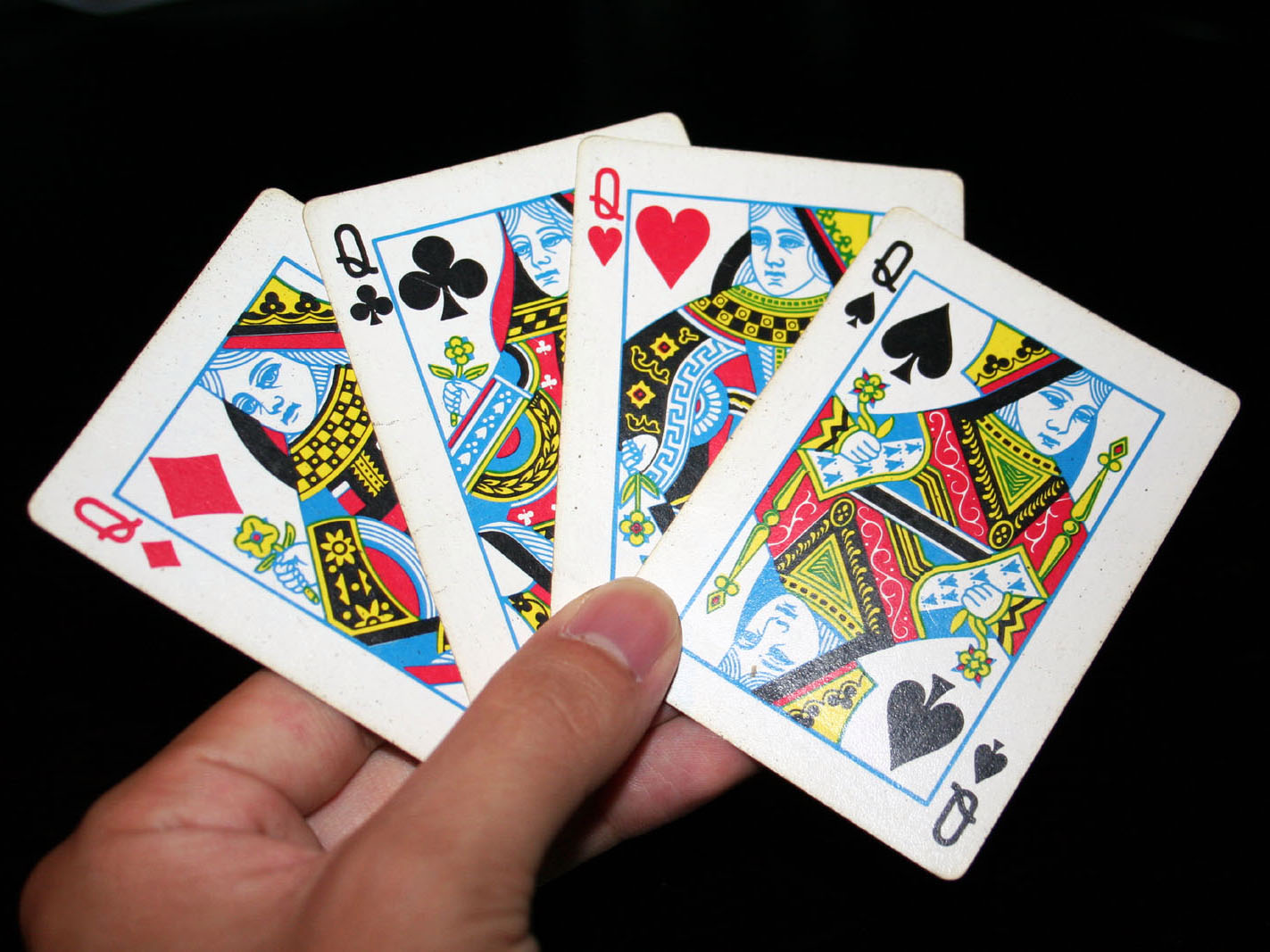
4 quân Q
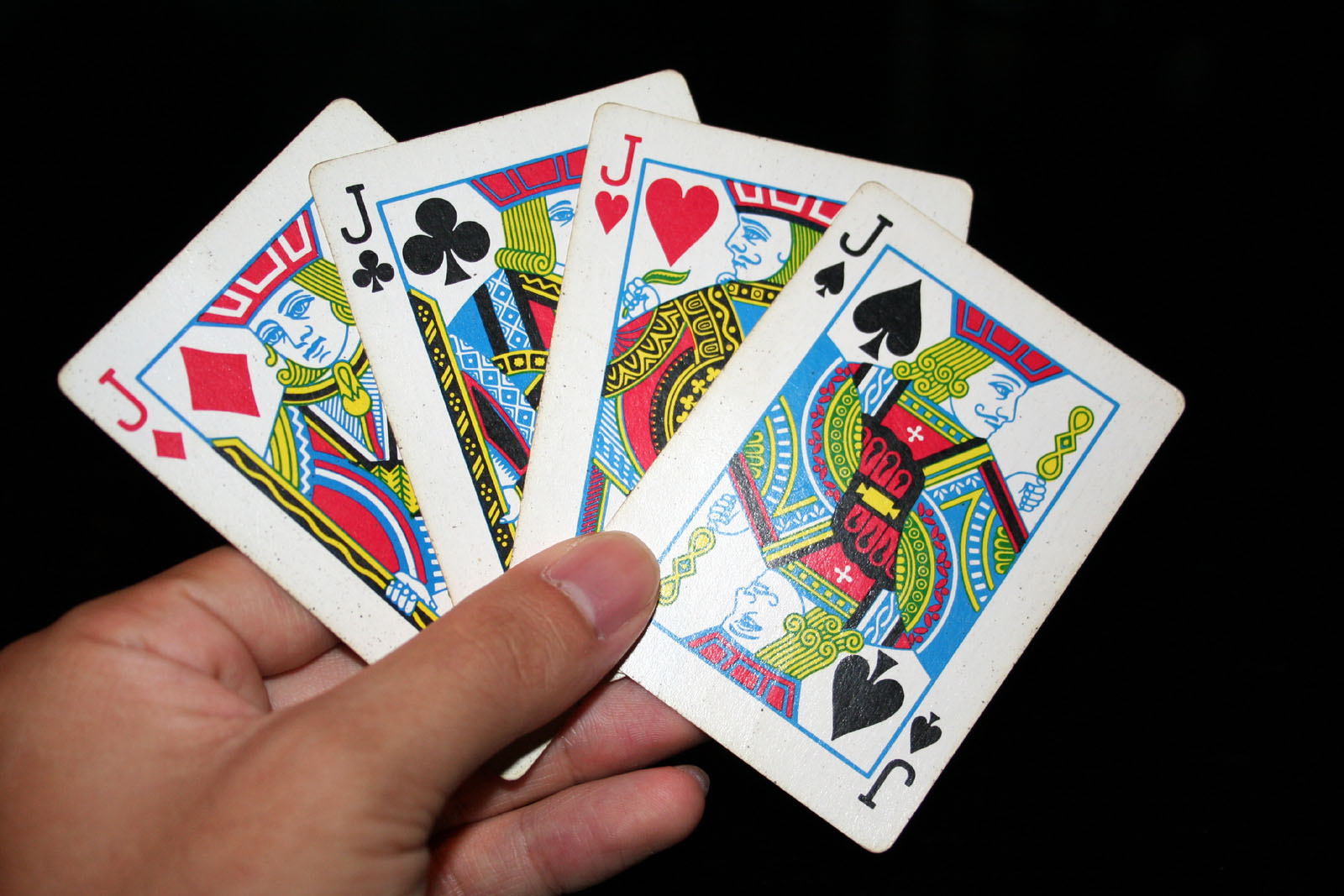
4 quân J
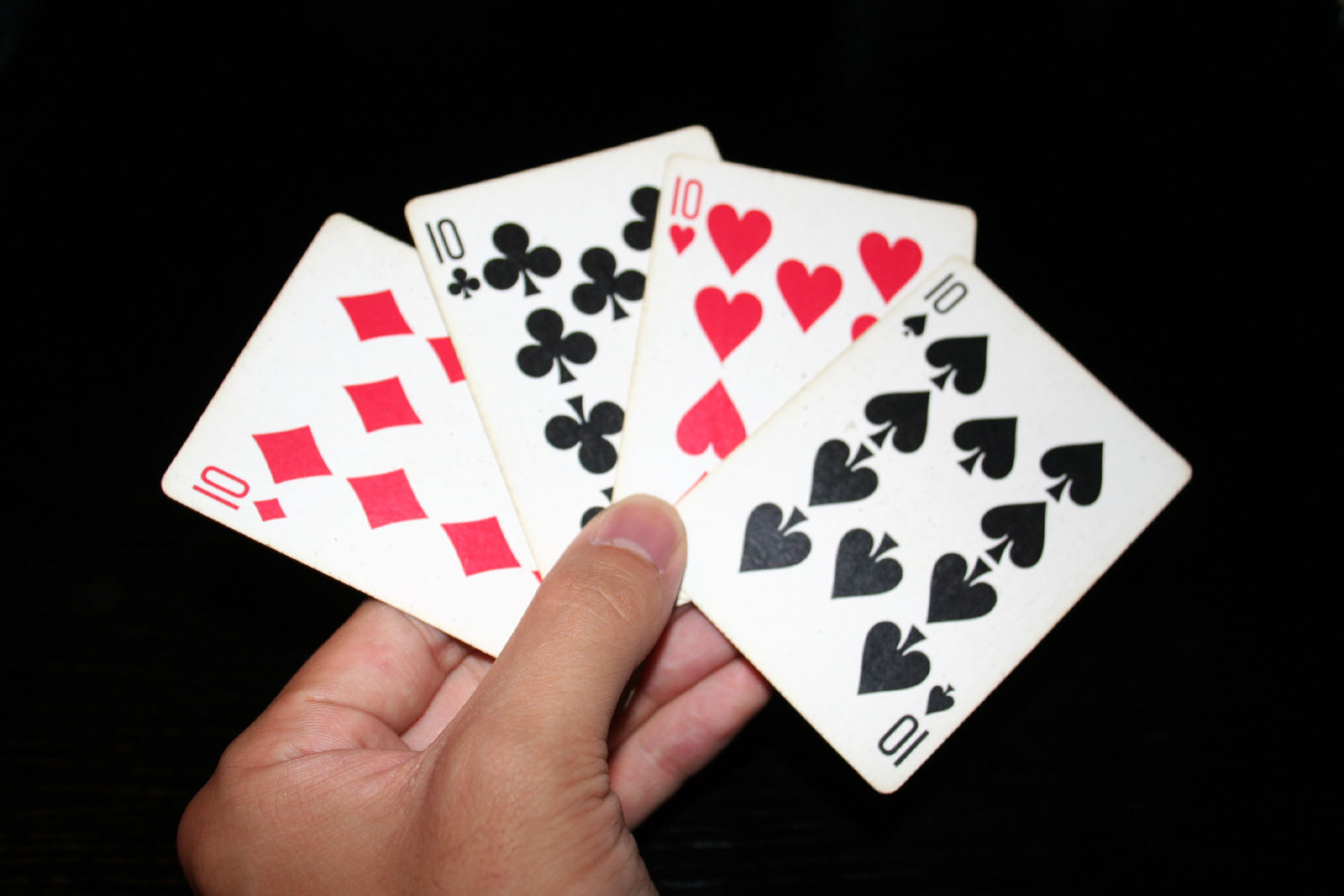
4 quân 10
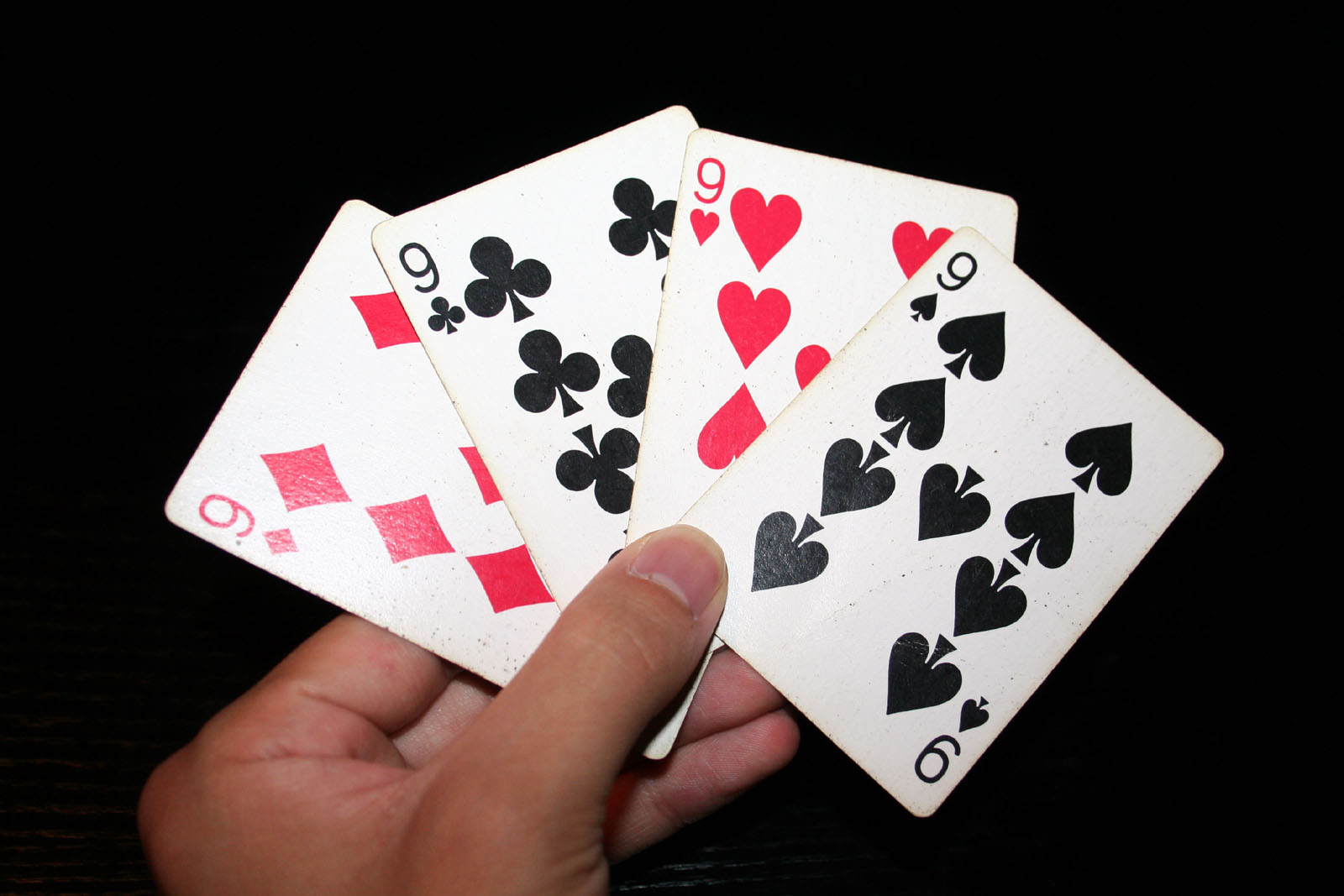
4 quân 9
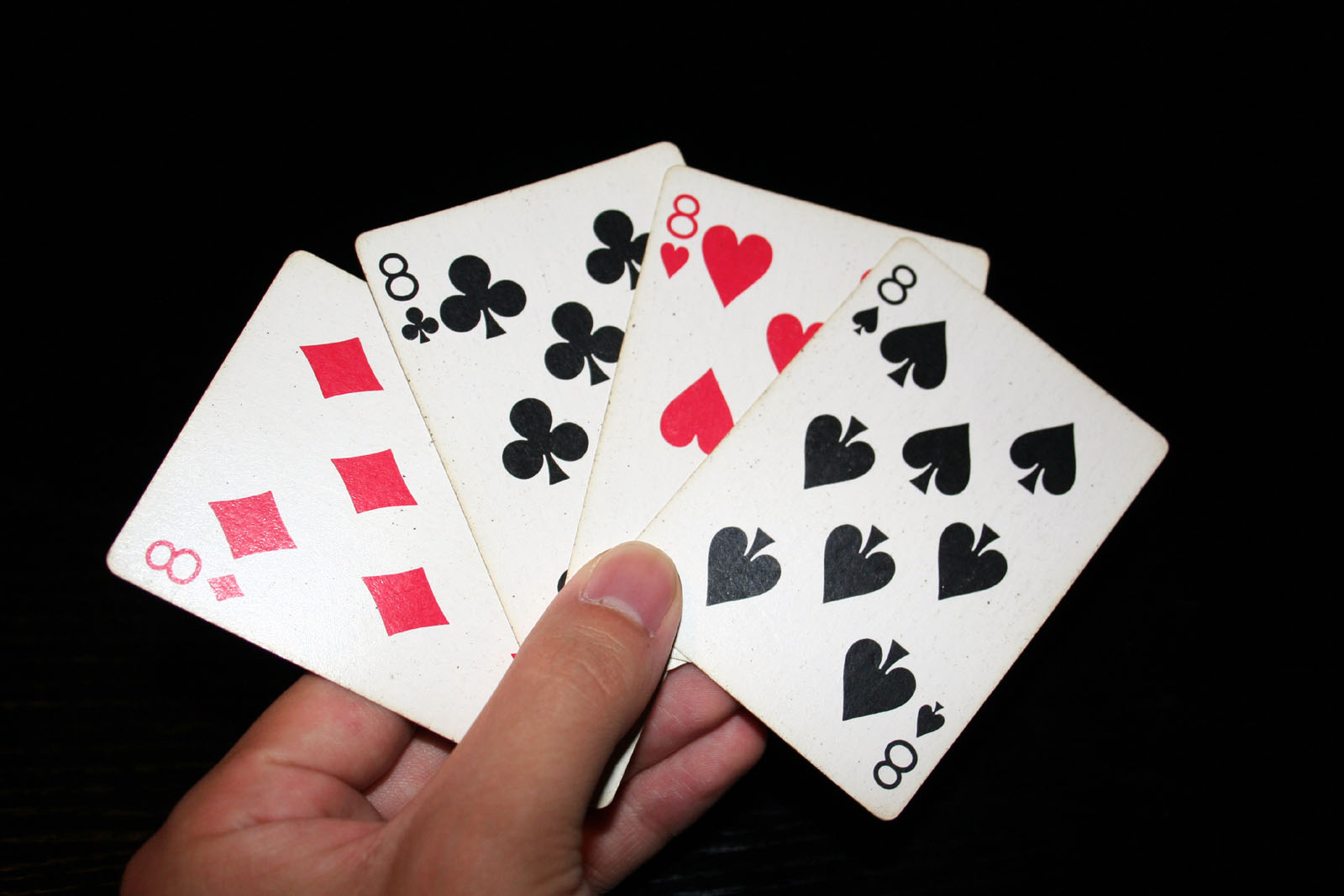
4 quân 8
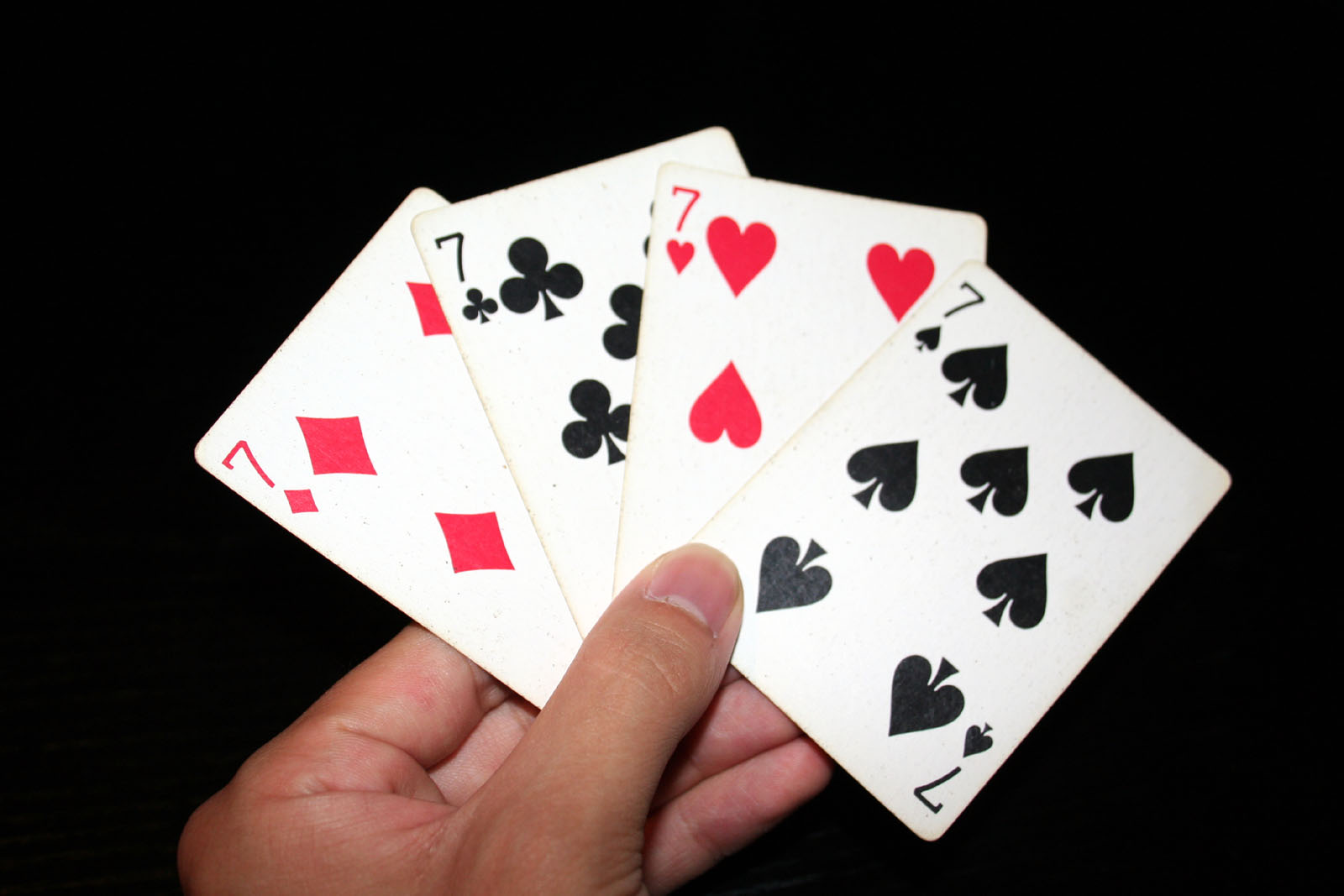
4 quân 7
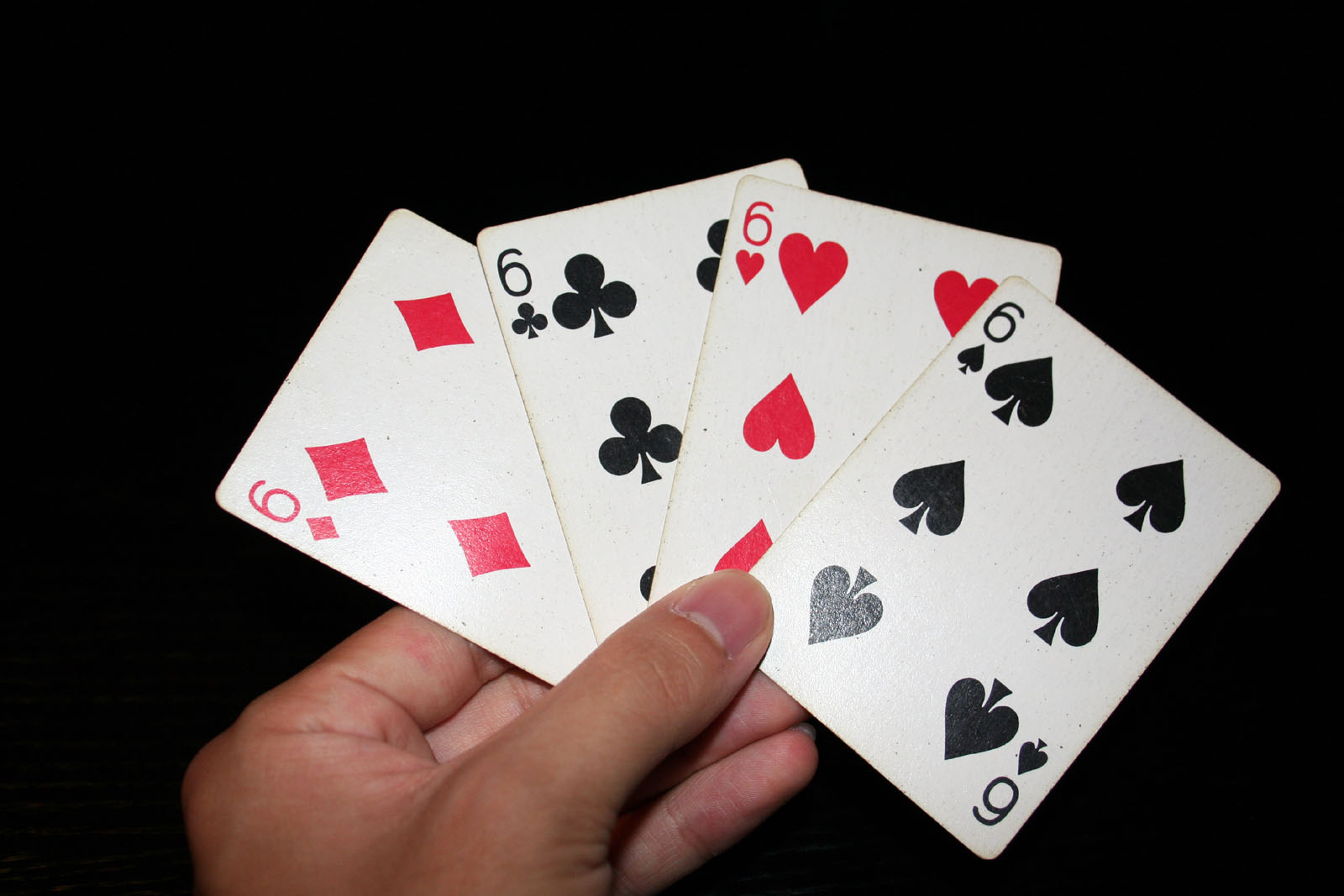
4 quân 6
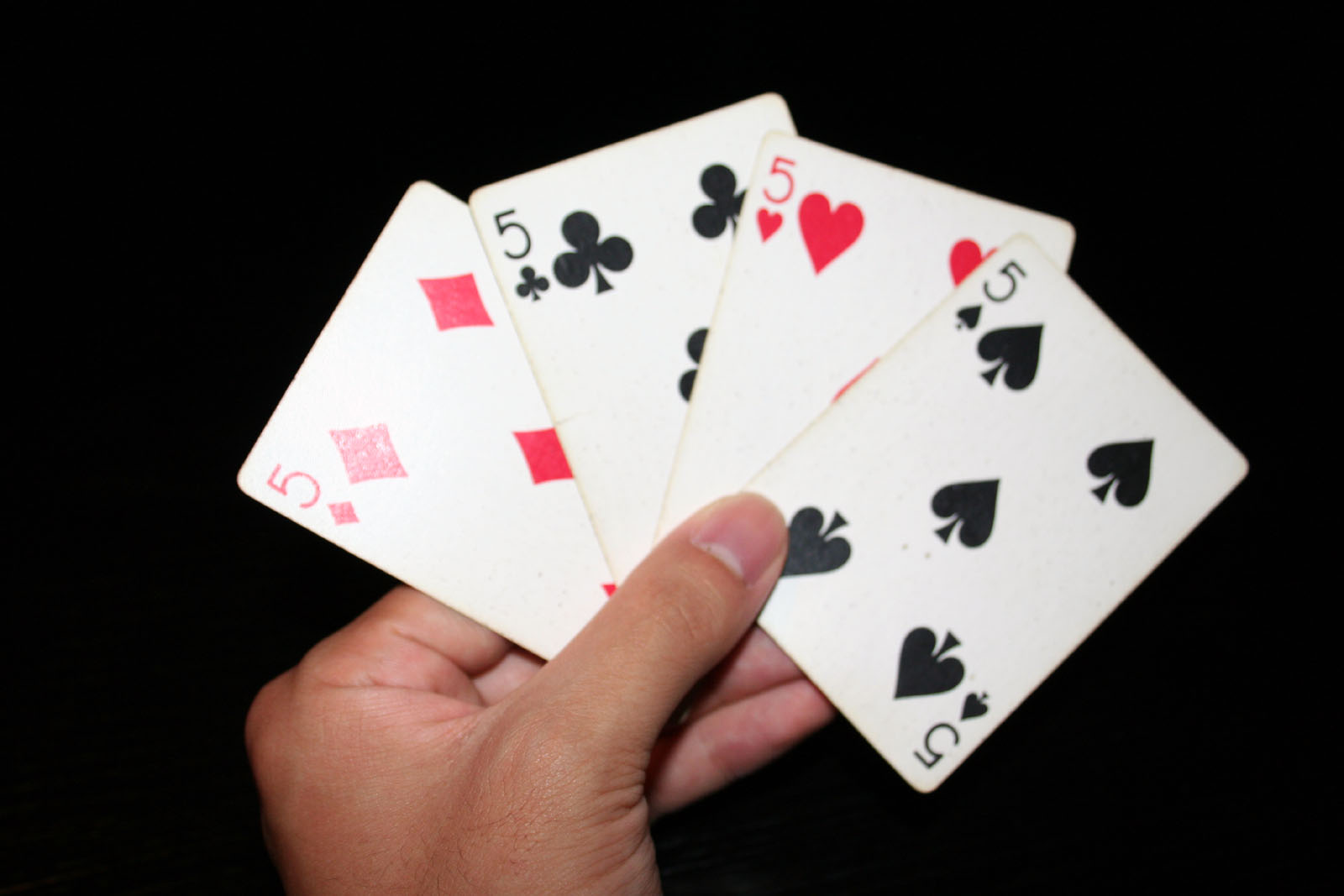
4 quân 5
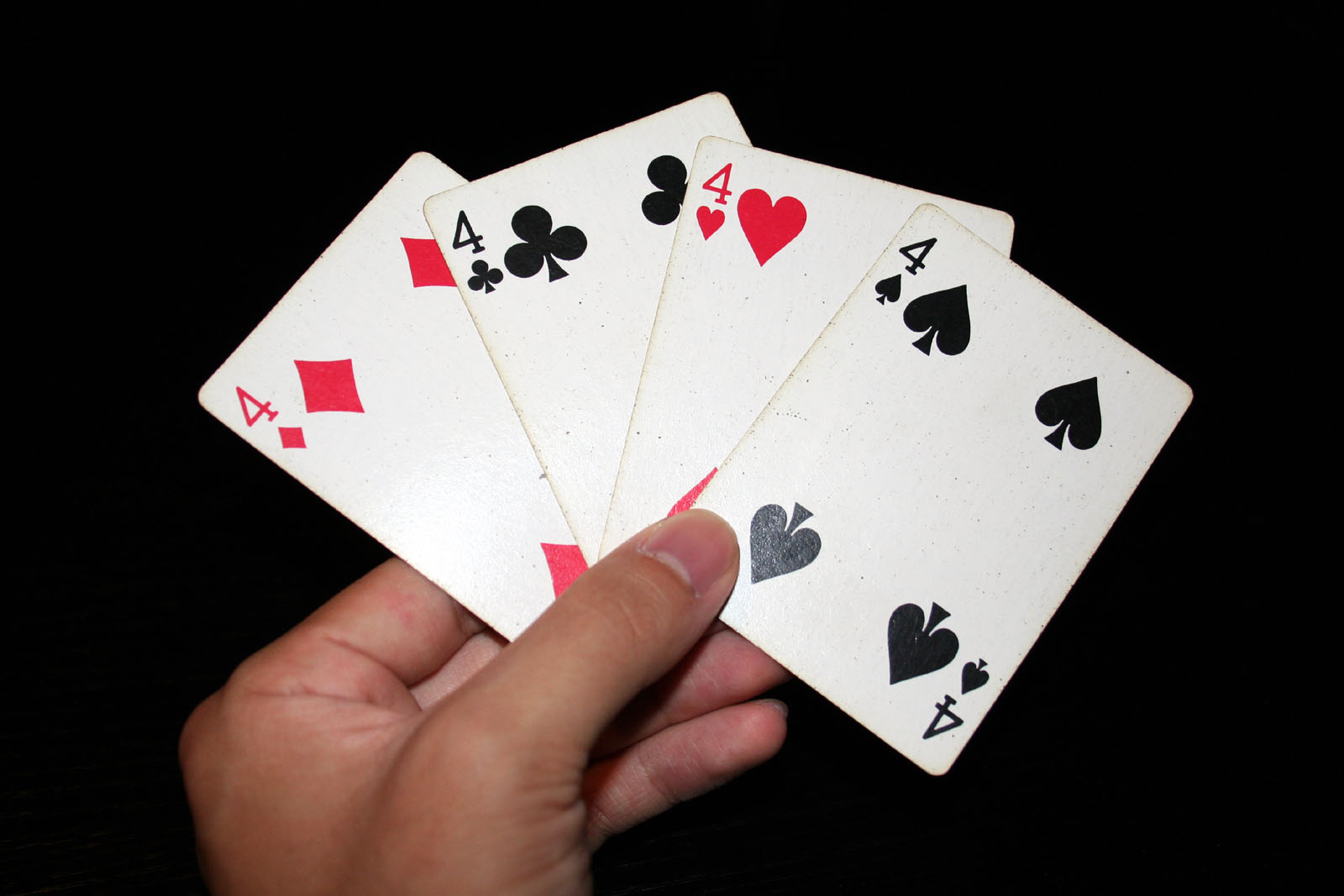
4 quân 4
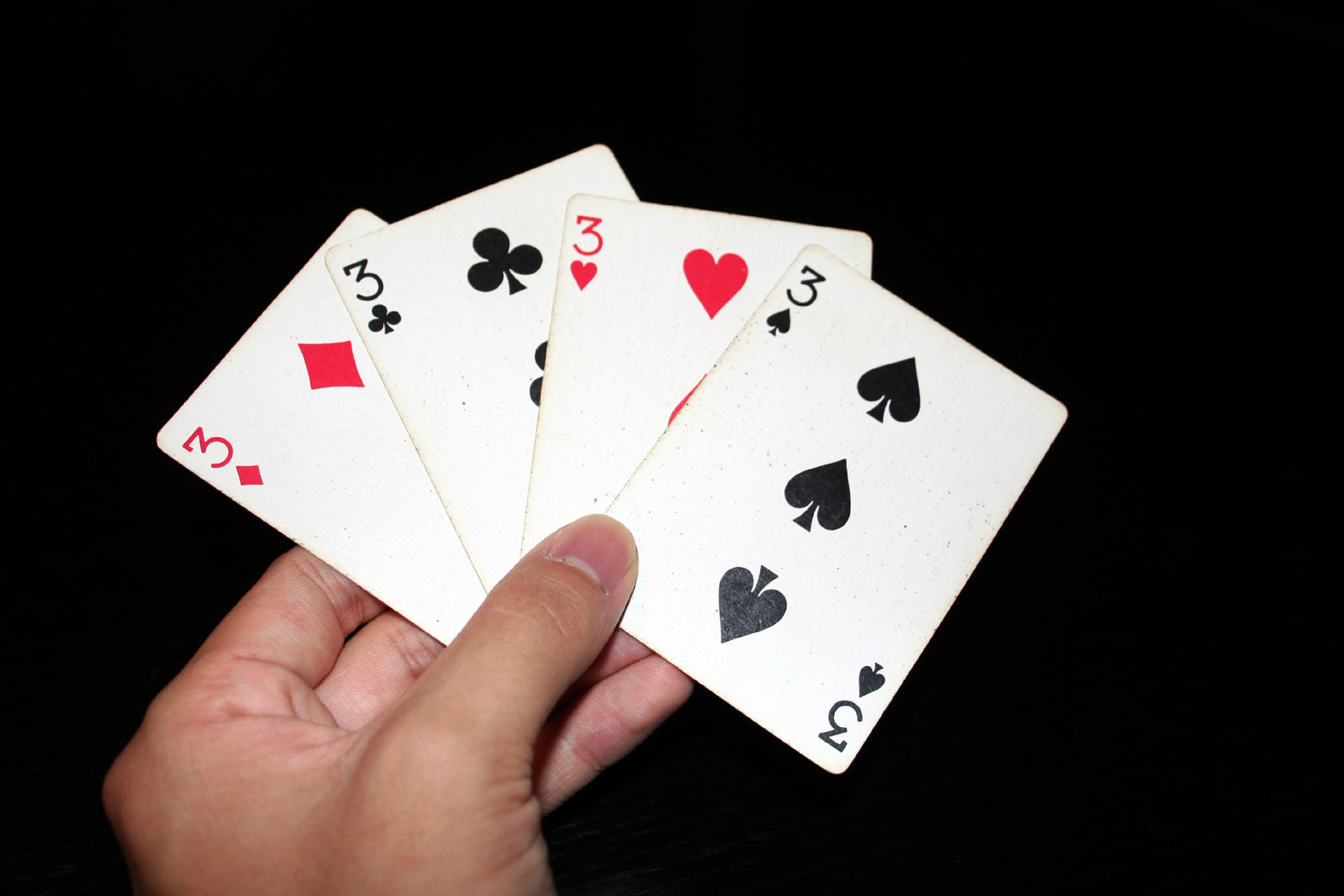
4 quân 3
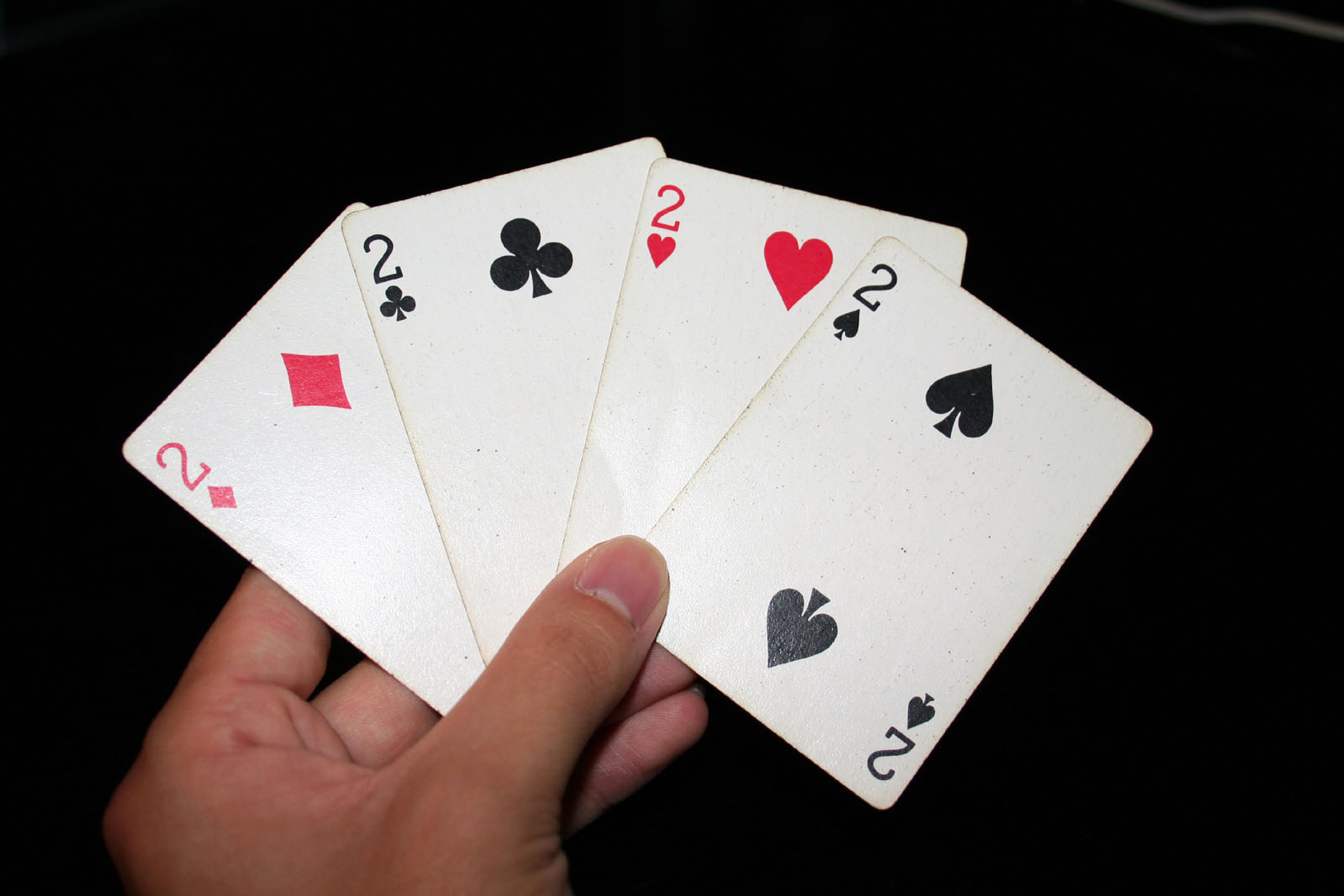
4 quân 2
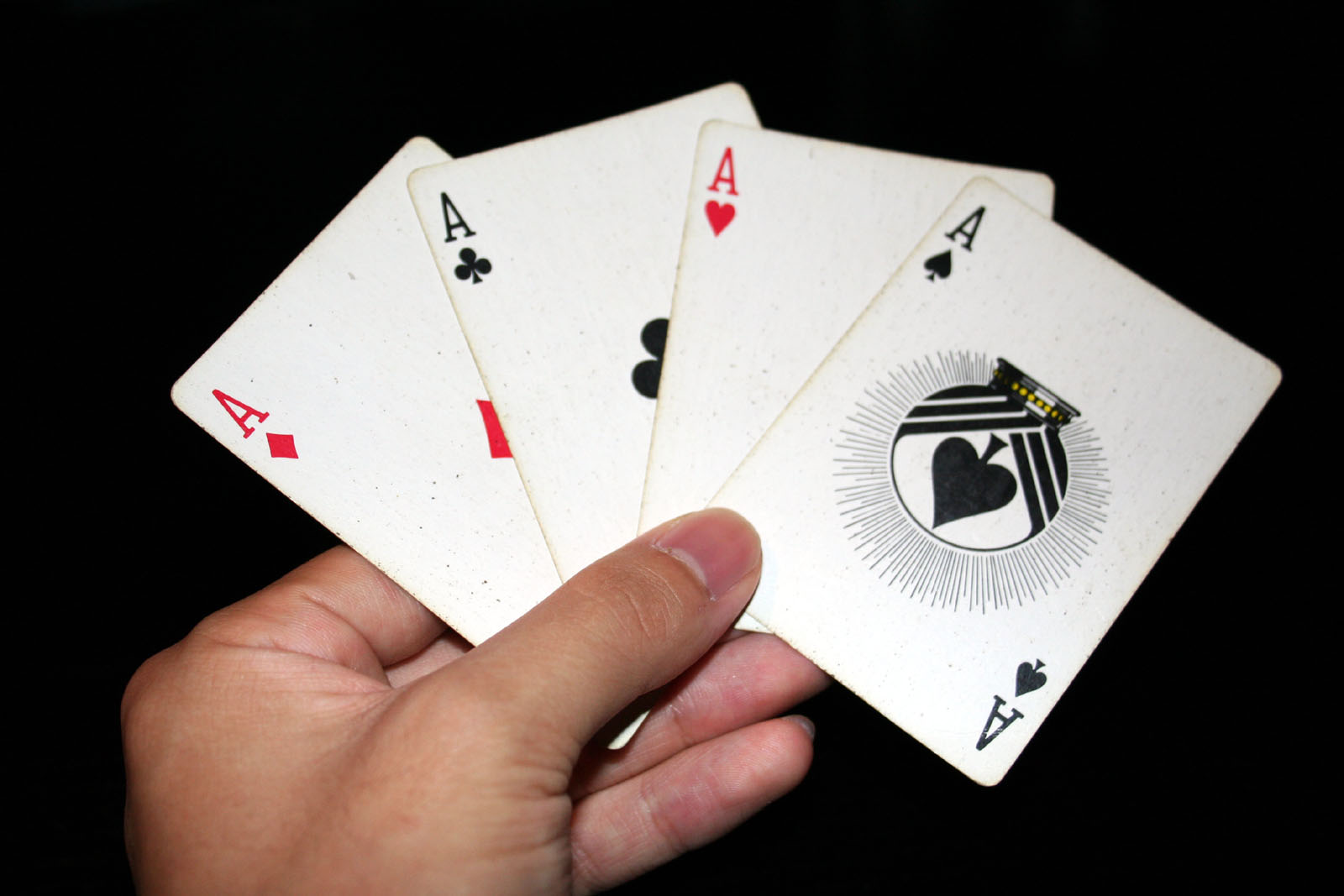
4 quân Át
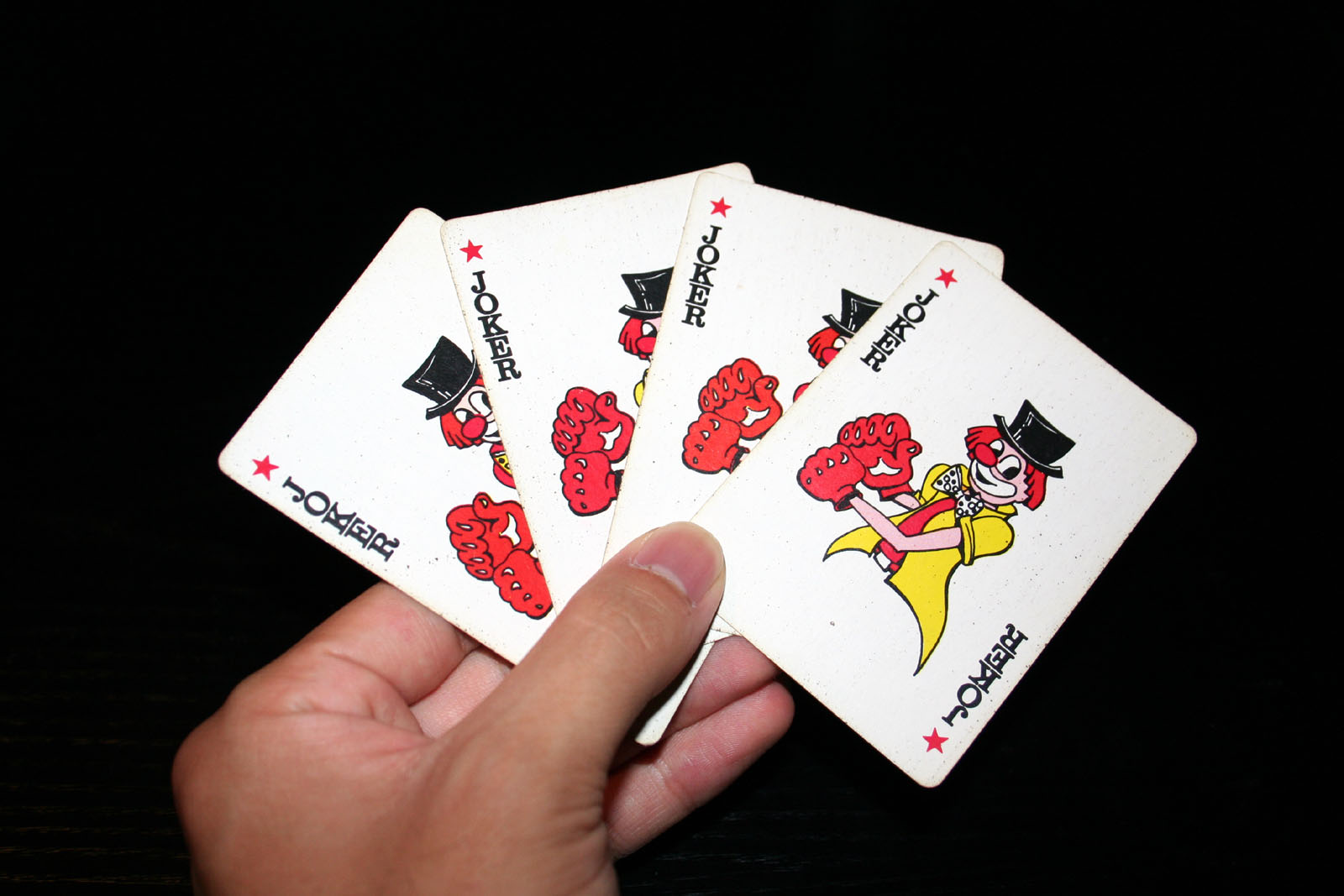
4 quân Joker (thông thường mỗi bộ bài có 2 quân Joker)